# Contraception chez les personnes trans
La contraception chez les personnes trans est nécessaire lorsqu'une personne fertile ne souhaite pas procréer. Les personnes transgenres font face à des difficultés spécifiques dans l'accès aux méthodes contraceptives, principalement causées par la méconnaissance de la transidentité par les professionnels de santé.

## Enjeux
Une grossesse peut survenir chez les personnes non-binaires et les hommes transgenres, même sous testostérone. Les personnes transmasculines ont le même taux de grossesse imprévue que la population générale aux États-Unis.
La testostérone a un effet tératogène en particulier pendant le premier trimestre.
Les personnes transmasculines font face à des difficultés particulières dans l'accès à contraception. L'hostilité du personnel envers les personnes transgenres, leur méconnaissance de la transidentité, le fait d'être vu comme un homme dans un espace médical habituellement réservé aux femmes, l'utilisation du mauvais nom ou des mauvais pronoms, sont des paramètres qui peuvent décourager les personnes concernées de discuter de contraception avec les professionnels de santé.
La contraception doit prendre en compte le fait que certaines personnes transgenres souhaitent procréer mais aussi le fait que toutes les personnes transmasculines ne réalisent pas le même genre de transition, certaines prenant des hormones et d'autres non.

## Méthodes de contraception

### Personnes transmasculines
Toutes les contraceptions existantes sont possibles aux personnes transmasculines, la prise de testostérone n'étant pas une contre-indication connue.  
La méthode la plus efficace de contraception consiste en la stérilisation par ligature des trompes ou dispositif Essure; cependant, cette méthode ne s'adresse qu'aux personnes transmasculines ne souhaitant pas procréer. Pour les personnes souhaitant des enfants ou n'étant pas certaines de le vouloir, mais désirant conserver leurs chances reproductives, les contraceptions agissant à long terme sont considérées comme les plus efficaces. Les méthodes hormonales de contraception n'empêchent pas les effets de masculinisation par la testostérone, même si elles peuvent être déconseillées. L'emploi de contraception à base de progestérone grâce à un dispositif intra-utérin ou un implant sont indiquées. L'utilisation de certaines méthodes, comme un dispositif intra-utérin ou la prise de la pilule contraceptive en continu, permet également d'éviter la survenue des règles, ce qui peut être un effet recherché. Les seules méthodes de contraception protégeant également des Infections sexuellement transmissibles demeurent les méthodes barrières, comme le préservatif interne ou externe. 
Certaines méthodes peuvent engendrer de la dysphorie chez certains patients, comme le fait de prendre un médicament traditionnellement associé aux femmes, le fait d'avoir des effets secondaires (douleurs aux seins) ou le fait de manipuler des dispositifs contraceptifs internes lorsque la personne ressent de la dysphorie par rapport à ses organes génitaux. 
Entre 20 et 60 % des personnes transmasculines utilisent une contraception. 
En Belgique, les hommes transgenres de moins de 25 ans ont accès aux mêmes conditions que les femmes au remboursement des moyens contraceptifs.

### Personnes transféminines
Les personnes transféminines sous œstrogène subissent une atrophie testiculaire et une spermatogenèse défectueuse, qui n'a cependant pas l'effet d'une contraception. La vasectomie ou l'orchiectomie sont des méthodes définitives de contraception. Le préservatif est une méthode de contraception qui protège également des infections sexuellement transmissibles. Le ou la partenaire susceptible de subir une grossesse doit prendre une contraception adaptée.